# Elecciones municipales de Utcubamba de 1989
Las elecciones municipales de Utcubamba de 1989 se llevaron a cabo el 12 de noviembre de 1989 para elegir al alcalde y al Concejo Provincial de Chachapoyas para el periodo 1990-1992. La elección se celebró simultáneamente con elecciones municipales en todo el país.
Aunque los registros oficiales completos del Jurado Nacional de Elecciones no están disponibles, los resultados han sido reconstruidos a partir de fuentes alternativas. Milecio Vallejos Bravo, accionpopulista y candidato de la coalición Frente Democrático, fue elegido alcalde provincial de Utcubamba, marcando el inicio de un liderazgo que se extendería por tres periodos consecutivos. En los distrtiros de Cajaruro y Lonya Grande también ganó el Frente Democrático.

## Sistema electoral
La Municipalidad Provincial de Utcubamba es el órgano administrativo y de gobierno de la provincia de Utcubamba. Está compuesta por el alcalde y el Concejo Provincial.
La votación del alcalde y el concejo se realiza en base al sufragio universal, que comprende a todos los ciudadanos nacionales mayores de dieciocho años, empadronados y residentes en la provincia de Utcubamba y en pleno goce de sus derechos políticos, así como a los ciudadanos no nacionales residentes y empadronados en la provincia de Utcubamba.
El Concejo Provincial de Utcubamba está compuesto por 19 regidores elegidos por sufragio directo para un período de tres (3) años, en forma conjunta con la elección del alcalde (quien lo preside). La votación es por lista cerrada y bloqueada. La votación es por lista cerrada y bloqueada. Se asigna a la lista ganadora los escaños según el método d'Hondt o la mitad más uno, lo que más le favorezca. Es elegido como alcalde el candidato que ocupe el primer lugar de la lista que haya obtenido la más alta votación.

## Composición del Concejo Provincial de Utcubamba
La siguiente tabla muestra la composición del Concejo Provincial de Utcubamba antes de las elecciones.
| Partidos | Partidos                | Regidores |
| -------- | ----------------------- | --------- |
|          | Partido Aprista Peruano | 15        |
|          | Izquierda Unida         | 4         |

## Partidos y candidatos
A continuación se muestra una lista de los principales partidos y alianzas electorales que participaron en las elecciones:
| Candidatura | Candidatura | Partidos y alianzas | Candidatos | Candidatos             | Ideología                                                        | Resultado previo | Resultado previo | Ref. |
| Candidatura | Candidatura | Partidos y alianzas | Candidatos | Candidatos             | Ideología                                                        | Votos (%)        | Reg.             | Ref. |
| ----------- | ----------- | --- | ---------- | ---------------------- | ---------------------------------------------------------------- | ---------------- | ---------------- | ---- |
|             | FREDEMO     | Lista - Frente Democrático (FREDEMO) – Acción Popular (AP) – Partido Popular Cristiano (PPC) – Movimiento Libertad (Libertad) |            | Milecio Vallejos Bravo | Liberalismo económico Humanismo cristiano Conservadurismo social | Nuevo            | Nuevo            |      |

## Resultados

### Concejo Provincial de Utcubamba
| Cargo                           | Autoridad electa       | Partido político | Partido político   |
| ------------------------------- | ---------------------- | ---------------- | ------------------ |
| Alcalde Provincial de Utcubamba | Milecio Vallejos Bravo |                  | Frente Democrático |

## Elecciones municipales distritales

### Resultados por distrito
Las siguientes tablas enumeran el control de los distritos de la provincia de Utcubamba. El cambio de mando de una organización política se resalta del color de ese partido.
| Distrito     | Alcalde(sa) titular           | Partido político | Partido político        | Alcalde(sa) electo(a)      | Partido político           | Partido político           |
| ------------ | ----------------------------- | ---------------- | ----------------------- | -------------------------- | -------------------------- | -------------------------- |
| Cajaruro     | Genaro Huamán Salva           |                  | Partido Aprista Peruano | Agustín Sánchez Villalobos |                            | Frente Democrático         |
| Cumba        | Evert Cevallos Coronel        |                  | Partido Aprista Peruano | Sin información disponible | Sin información disponible | Sin información disponible |
| El Milagro   | Domiciano Santisteban Benites |                  | Partido Aprista Peruano | Sin información disponible | Sin información disponible | Sin información disponible |
| Jamalca      | Roberto Ruiz Gómez            |                  | Partido Aprista Peruano | Sin información disponible | Sin información disponible | Sin información disponible |
| Lonya Grande | Elina Carreazo Guadalupe      |                  | Partido Aprista Peruano | José Rodríguez Guerrero    |                            | Frente Democrático         |
| Yamón        | Hugo Ramos de la Cruz         |                  | Partido Aprista Peruano | Sin información disponible | Sin información disponible | Sin información disponible |